# جدایی‌خواهی در ایران

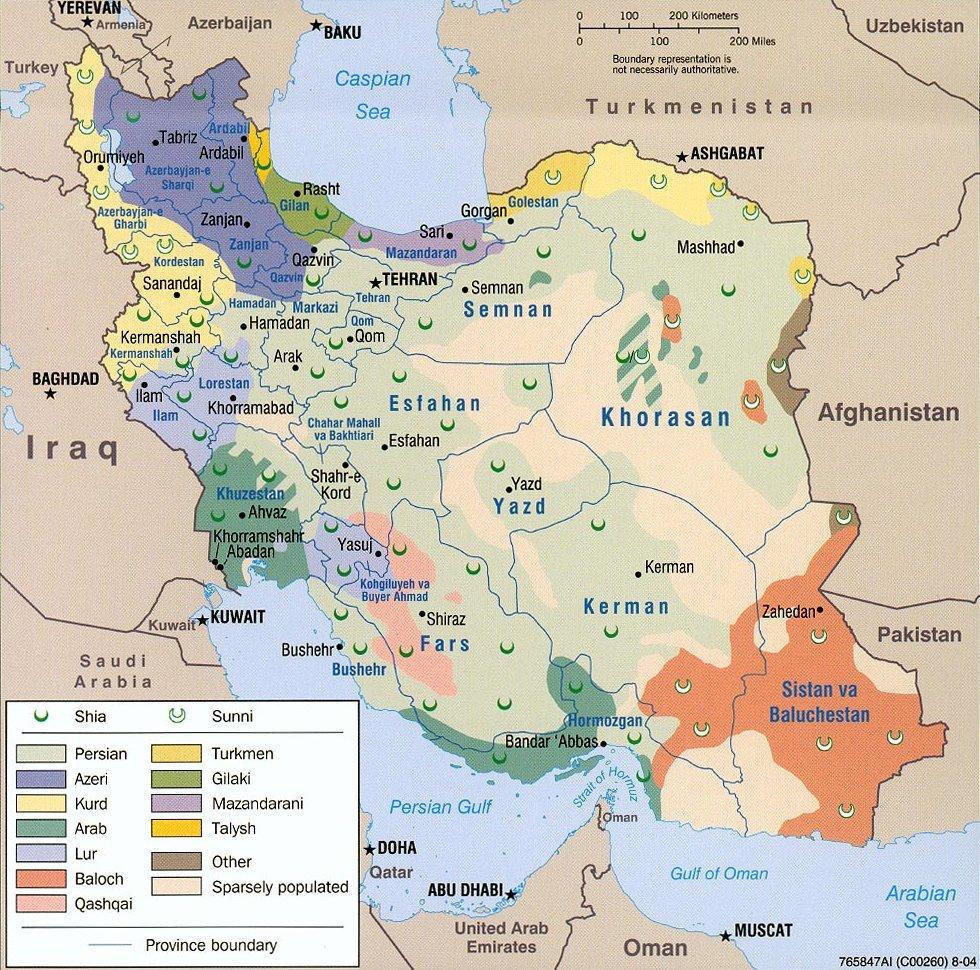
توزیع قومی-مذهبی ایران (۲۰۰۴)

چندین جنبش جدایی‌خواه در ایران وجود دارد که بیشتر آنها، با یک گروه قومی اقلیت خاص مرتبط هستند. ایران، از لحاظ قومی، کشوری بسیار متنوع است. در سال ۲۰۱۵، تخمین زده شد که فارس‌ها (قومیت غالب ایران)، تنها حدود ۶۱ درصد از جمعیت ایران را تشکیل می‌دهند.
برخی از محققان بر این باورند که تقسیمات قومی ایران، تهدیدی مشخص برای کشور است. آنها استدلال می‌کنند که محرومیت اقتصادی اقلیت‌های قومی، همراه با سیاست‌های محدود کردن حقوق سیاسی، اجتماعی و فرهنگی، ناآرامی‌های بیشتر را ترویج می‌کند. گزارش سال ۲۰۰۵ عفو بین‌الملل نشان داد که حکومت ایران، از سیاست‌هایی پشتیبانی می‌کند که از نظر اقتصادی، اقلیت‌های قومی را محروم کرده و حقوق سیاسی، اجتماعی و فرهنگی آنها را محدود می‌کند. برندا شیفر معتقد است که اختلافات قومی، نیروی محرک خیزش ۱۴۰۱ ایران است.
محققان دیگر استدلال می‌کنند که شکاف قومی در ایران، اغراق‌آمیز است و به مطالعه‌ای اشاره می‌کنند که نشان می‌دهد بسیاری از مردم ایران با بیش از یک گروه قومی، هویت دارند.

## استان خوزستان
خوزستان، استانی در جنوب غرب ایران است که در نیمه‌ی غربی آن، عرب‌های خوزستان زندگی کرده و حدود ۳۳ درصد جمعیت آن را تشکیل می‌دهند. پیش از تصرف آن توسط خلافت راشدین در سده هفتم، اعراب در منطقه‌ای که اکنون شامل استان خوزستان است، زندگی می‌کردند. مهاجرت اعراب، در دوره صفویه و قاجار ادامه داشت. این سلسله‌ها به زبانی که در این منطقه صحبت می‌شود اهمیتی نمی‌دادند و این منطقه، تا اوایل سده بیستم، از نظر اقتصادی، مهم نبود. خوزستان، تا زمانی که در سال ۱۳۰۴، توسط رضاشاه تحت کنترل کامل درآمد، یک دولت مستقل داشت. پس از آن، رضاشاه سعی کرد که منطقه را ایرانی‌سازی کند. پس از انقلاب اسلامی و تهاجم صدام، ملی‌گرایی عربی و درخواست‌های خودمختاری، افزایش یافت. چندین دوره ناآرامی و شورش در این منطقه در سده بیست و یکم، ازجمله اعتراضات و حمله به سپاه پاسداران در سال ۲۰۱۸ رخ داد.
گروه‌هایی مانند حزب همبستگی دموکراتیک الاحواز (که عضو سازمان ملت‌ها و اقلیت‌های غیررسمی بود) از استقلال خوزستان با نام الاحواز دفاع می‌کنند. سازمان‌های مبارز مدافع استقلال خوزستان، شامل جنبش آزادی‌بخش ملی اهواز و جنبش مبارزه عربی برای آزادی اهواز می باشد.

## کردستان
مورخان دربارهٔ زمانی که جدایی‌خواهی کردی، شروع به ظهور کرد، بحث می‌کنند، اما اکثریت موافقند که این جدایی‌خواهی در اوایل سده بیستم، به عنوان یک ایدئولوژی، ظهور کرد. پس از جنگ جهانی دوم، اتحاد جماهیر شوروی، جمهوری مهاباد که یک دولت دست‌نشانده به رسمیت شناخته نشده بود را تأسیس کرد و تحت آن، احساسات ملی‌گرایی کردها، شروع به رشد کرد. حزب دموکرات کردستان ایران که در آن زمان، جنبش ملی‌گرایانه کرد را رهبری می‌کرد، تا قبل از انقلاب ۱۳۵۷، درگیر اختلاف جدی یا مخالفت دولتی نبود. اقدامات ضددولتی کردها در سال ۱۳۵۷، از سر گرفته شد و حتی حزب دموکرات کردستان، طرحی برای کردستان مستقل ایران، ارائه کرد. با این حال، دولت ایران، شورش‌ها را سرکوب کرد و برخی گزارش‌ها حاکی از آن است که هزاران کرد دستگیر، زندانی یا کشته شدند. در دهه ۱۳۶۰، حکومت ایران، برای فرونشاندن احساسات ملی‌گرایانه داخلی، انتشارات کردی‌زبان را قانونی کرد و حتی در طول جنگ ایران و عراق، در تلاش برای بی‌ثبات کردن عراق، از گروه‌های جدایی‌خواه کرد عراقی، پشتیبانی مالی کرد. در دهه ۱۳۸۰، حزب حیات آزاد کردستان (پژاک) تشکیل شد و درگیر مناقشه با حکومت ایران بود. مقامات ایرانی مدعی شده‌اند که پژاک، نماینده اسرائیل و آمریکا است و گزارش‌هایی مبنی بر پشتیبانی اسرائیل و آمریکا از این گروه وجود دارد، اما این موضوع، همچنان مورد بحث است. ایالات متحده، در سال ۲۰۰۹، پژاک را به عنوان یک سازمان تروریستی معرفی کرد.
بسیاری از جنبش‌های جدایی‌خواه کنونی، از اتحاد کردها در ترکیه، عراق و سوریه برای تشکیل کردستان یا ایجاد مشترک‌المنافع شرق کردستان دفاع می‌کنند. برخی از احزاب سیاسی مدافع استقلال کردستان از ایران، عبارتند از حزب دموکرات کردستان ایران که یکی از اعضای سازمان ملت‌ها و اقلیت‌های غیررسمی است. سازمان‌های شبه‌نظامی مدافع استقلال کردستان عبارتند از حزب حیات آزاد کردستان و حزب کومله کردستان ایران.

## آذربایجان ایران
این جنبش، مدافع استقلال مناطق با اکثریت مردم آذری در ایران است. جدایی‌خواهان، یا ایجاد آذربایجان جنوبی مستقل یا اتحاد با جمهوری آذربایجان را پیشنهاد می‌کنند. برخی از احزاب سیاسی که حامی استقلال یا خودمختاری آذربایجان ایران هستند:
| حزب                               | رهبر             | سال تأسیس | مقر              |
| --------------------------------- | ---------------- | --------- | ---------------- |
| جنبش آزادی‌بخش ملی آذربایجان جنوبی | پیروز دیلنچی     | ۱۹۹۱      | جمهوری آذربایجان |
| جنبش بیداری ملی آذربایجان جنوبی   | محمودعلی چهرگانی | ۲۰۰۲      | جمهوری آذربایجان |
| حزب مرکزی آذربایجان               | صالح کامرانی     | ۲۰۱۹      | سوئد             |
| حزب دموکرات آذربایجان             | سیمین صبری       | ۲۰۲۲      | نروژ             |

## سیستان و بلوچستان
جدایی‌خواهان در سیستان و بلوچستان، به‌طور عمده از ایجاد یک کشور بلوچ به نام بلوچستان پشتیبانی می‌کنند که شامل ایالت بلوچستان پاکستان و سرزمین‌های بلوچ در افغانستان نیز می‌شود. سازمان شبه‌نظامی مدافع استقلال بلوچ‌ها، در گذشته، جندالله و درحال حاضر، جیش‌العدل است. از آنجا که بلوچستان، هم ایران و هم پاکستان را در بر می‌گیرد، شورش، روابط بین دو کشور را پیچیده می‌کند. ایران، پاکستان را متهم کرده است که به اندازه کافی برای پیشگیری از حمله جدایی‌خواهان بلوچ‌ها به ایران، اقدام نکرده است.